# Philipp Wasserburg

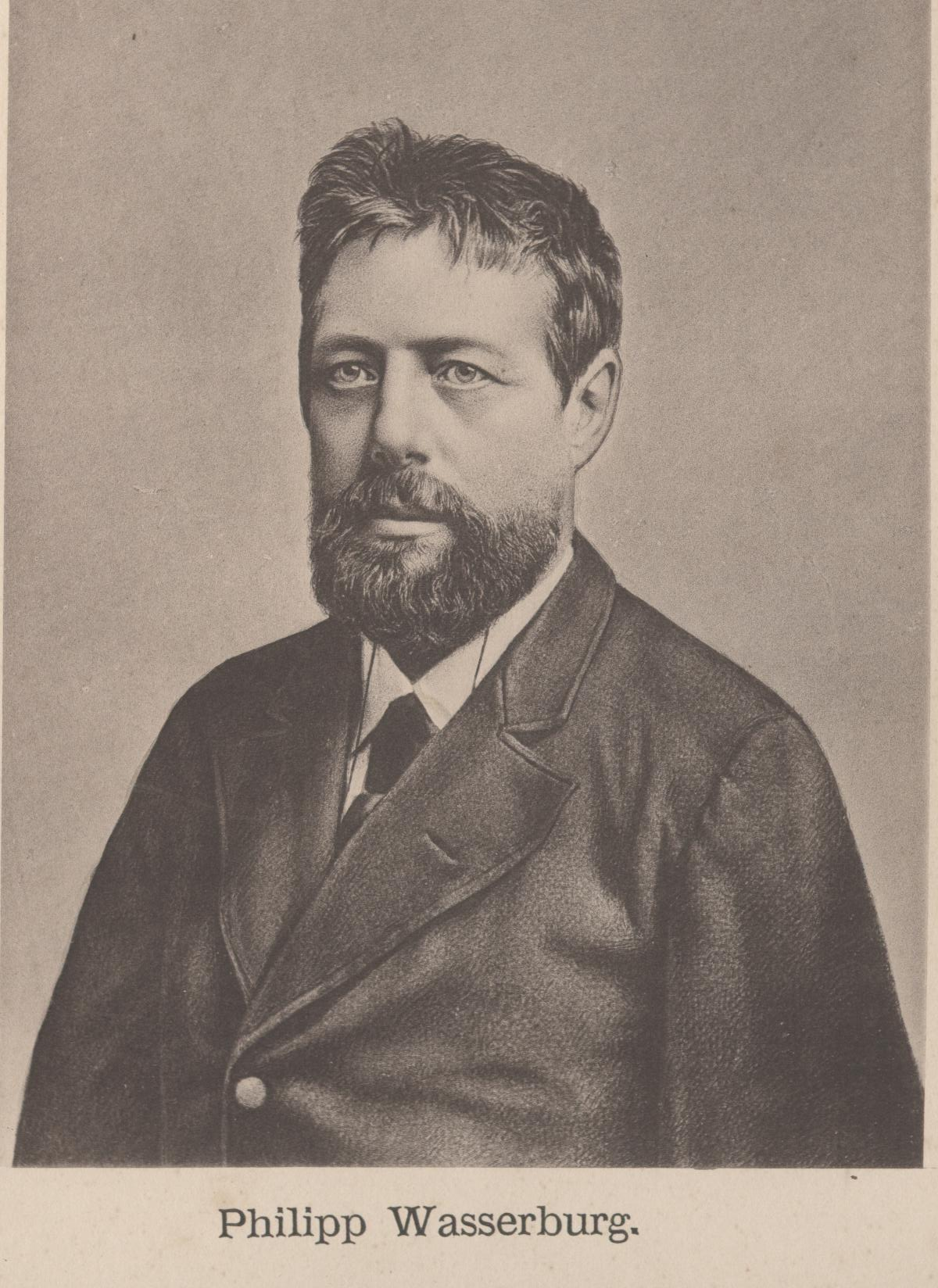
Philipp Wasserburg, Photographie, 1878

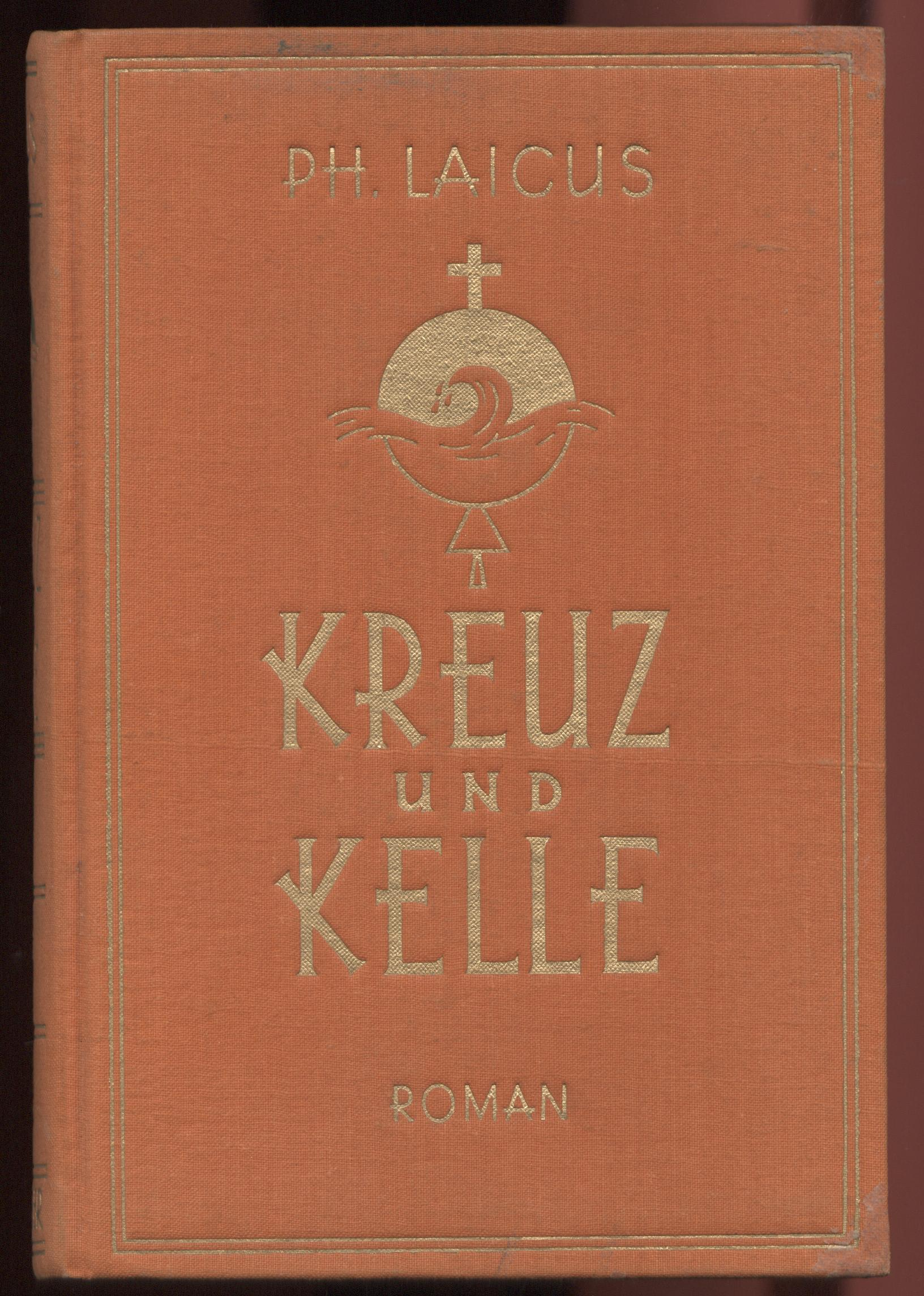
Philipp Wasserburg, alias Philipp Laicus, Kreuz und Kelle (1887), Neuauflage 1927

Philipp Wasserburg (Pseudonym als Schriftsteller Philipp Laicus) (* 11. Oktober 1827 in Mainz; † 13. April 1897 in Gonsenheim bei Mainz) war ein deutscher katholischer Publizist und Schriftsteller sowie hessischer Landtagsabgeordneter.

## Herkunft und Jugend
Er wurde als Sohn von Andreas Wasserburg und dessen Frau Dorothea geb. Bornemann geboren. Der Vater war als Privatlehrer, Rechtsbeistand und Schriftsteller tätig. Nach dem Besuch des Großherzoglichen Gymnasiums im Neuen Kronberger Hof in Mainz schrieb sich Philipp Wasserburg 1846 an der hessen-darmstädtischen Universität Gießen zum Jurastudium ein. Er beteiligte sich aktiv an der Revolution von 1848 und politisierte mit seinen Kameraden in den Dörfern der Umgebung. In Lollar trat er z. B. mit umgehängtem Säbel auf und begeisterte die Bauern für Freiheit und Revolution. In den Semesterferien in Mainz war die revolutionäre Begeisterung noch größer und Philipp Wasserburg beteiligte sich als Mitglied im radikalen, sozialistisch orientierten Arbeiterverein; u. a. agierte er mit diesem in Heidesheim und Sauer-Schwabenheim. 1850 legte er seine Jura-Examen in Gießen ab und arbeitete dann als Gerichtsassessor am Bezirksgericht Mainz. Der radikalsozialistische Arbeiterverein löste sich bald auf. Wasserburg sammelte die Gleichgesinnten in einem von ihm gegründeten, kommunistischen Geheimbund, der den utopischen Sozialismus des Étienne Cabet anstrebte. 1850 hatte Philipp Wasserburg in Gießen einen Band mit radikalen politischen Gedichten veröffentlicht. Es standen darin auch eindeutig zum gewaltsamen Umsturz aufrufende Zeilen, wie die folgenden:
- Bürger zieht zum Straßenkampfe! Schont nicht Euer Blut. Steht umwogt im Pulverdampfe für der Freiheit Gut.
- Pflaster auf! Beim Donnerscheine kämpfet kühn und schlau! Weiber, Kinder schleppen Steine zu dem Freiheitsbau.
- Ziehet frisch zum Kampfe Brüder, tragt die Häuser ab! Neu erstehn die Städte wieder, aus dem Trümmergrab.

Philipp Wasserburg, Gedichte, Gießen 1850
Wasserburg und 33 andere Kommunisten wurden wegen Hochverrats 1854 angeklagt und er erhielt 10 Monate Freiheitsstrafe. Nach einem Berufungsurteil im November 1855 sollte er 8 Monate absitzen. Im Korrektionshaus (Besserungsanstalt) zog er sich die Ägyptische Augenkrankheit (Trachom) zu, welche damals oft epidemisch an solchen Orten auftrat. Aufgrund eines Gnadengesuches seiner Mutter wurde Philipp Wasserburg schließlich im Februar 1856 entlassen, unter Aberkennung der bürgerlichen Ehrenrechte und seiner Jura-Examina.

## Katholik und Schriftsteller
Der arbeitslose politische Straftäter fand zunächst keine Anstellung, nicht einmal als einfacher Schreiber bei einem Anwalt. Schließlich gab Franz Sausen, Redakteur und Mitherausgeber des katholischen „Mainzer Journal“, dem Freidenker, Atheisten und Kommunisten Philipp Wasserburg eine Chance. Er stellte ihn als Korrektor und Expedient gegen 30 Gulden im Monat ein. Später hieß es in einem Nachruf: „Sein Freidenkertum in der Jugend war keinen klaren philosophischen Anschauungen entsprungen, sondern Produkt jugendlichen Sichgehenlassens und trotzigen Ungebundenheitsgefühls.“ So kam es, dass der Auftrag des Verlegers Franz Kirchheim – angeregt durch den Mainzer Domdekan Johann Baptist Heinrich – das Werk des französischen Benediktiners Dom Guéranger „La monarchie pontificale“ ins Deutsche zu übersetzen, bei ihm auf fruchtbaren Boden fiel. Domdekan Johann Baptist Heinrich bemühte sich um den jungen Mann und ein erneuter Übersetzungsauftrag für Dom Guérangers vielbändiges Werk „L’année liturgique“ bedingte bei Wasserburg eine Verinnerlichung und Stärkung des aufkeimenden katholischen Glaubens. Die Kölnische Volkszeitung schrieb am 16. April 1897: „Die Beschäftigung mit dieser meisterlichen Darlegung durchbrach bei Wasserburg das letzte Hindernis und seit jener Zeit war er überzeugungstreuer Katholik geworden.“ Er selbst konstatierte darüber: „Dom Guéranger hat mich katholisch gemacht!“
1856, nach seiner Festanstellung beim „Mainzer Journal“, heiratete Philipp Wasserburg seine Braut Johanna Elisabetha Steiger, mit der zusammen er vier Töchter und einen Sohn  hatte. Sie starb 1877, zwei Monate nach der Geburt des Sohnes Robert.
1872 publizierte Wasserburg unter dem Pseudonym „Philipp Laicus“ seinen ersten Roman Ringende Mächte. Er greift hier in einfach verständlicher Romanform alle Gegenwartsthemen auf, die ihn beschäftigen – Internationale Arbeiterbewegung, Freimaurerei, beginnender Kulturkampf, Papst und Kirche, Ultramontanismus. Das Buch wird als Schlüsselwerk für Wasserburgs neuen Lebensabschnitt angesehen, in dem er seinen eigenen Wandel vom schwärmerischen, gewaltbereiten Revoluzzer, zum fest auf dem Boden der katholischen Religion stehenden, gereiften Mann verarbeitet hat.
Es begann nun eine arbeitsreiche und rastlose Zeit. Philipp Wasserburg leitete erst das „Kreuzermagazin“ und dann bis 1874 das „Mainzer Journal“. Daneben schrieb er fast täglich kleinere und größere Artikel für viele Zeitschriften im In- und Ausland. Oft setzte er sich in seinen politischen Texten offen mit Themen wie Atheismus und Liberalismus auseinander. Es oblag ihm auch die Redigierung von Magazinen der bedeutenden katholischen Verlage Herder in Freiburg, Kirchheim in Mainz, Benziger in der Einsiedeln und Badenia in Karlsruhe. Überdies war er in kommunalen Angelegenheiten ein gern gesehener Mitarbeiter der Mainzer Lokalblätter. Neben dieser journalistischen Tätigkeit entstanden noch rund 30 Romane, sowie Übersetzungen der französischen Werke von Zénaïde Fleuriot (1829–1890), Antoine-François-Félix Roselly de Lorgues (1805–1898) und Lucien Biart (1829–1897). Philipp Wasserburg – alias Philipp Laicus – publizierte seine Bücher weitgehend bei den katholischen Verlagen Kirchheim in Mainz sowie Benziger in Einsiedeln. Wasserburg schrieb 1873 das zweibändige Werk Silvio, ein Roman aus den Tagen von Mentana. Es behandelt die Kämpfe um den Erhalt des Kirchenstaates, in den 1860er Jahren. Darin setzt er dem päpstlichen Zuavenoffizier Joseph Alois Bach aus der Pfalz ein literarisches Denkmal, indem er ihm in dem Roman eine Rolle gibt und ihn mehrfach erwähnt. Der 1887 publizierte, dazumal sehr populäre Roman „Kreuz und Kelle“ befasst sich mit Leben und Ermordung des ecuadorianischen Präsidenten García Moreno. Es ist eines der wenigen Werke Wasserburgs, die in späteren Jahren (1927) nochmals eine Neuauflage erlebten. Philipp Wasserburg veröffentlichte 1891 bei Kirchheim in Mainz einen viel beachteten Zukunftsroman „Etwas später“, in dem er die von Edward Bellamy in seinem 1888 erschienenen utopischen Roman „Ein Rückblick aus dem Jahre 2000 auf das Jahr 1887“ vertretenen Zukunftsthesen für das Jahr 2000 – eine Welt ohne Gott, ohne Familie und ohne Privateigentum – ad absurdum führt und persifliert.
Seine streng kirchliche und antipreußische Gesinnung brachte ihm 2 Monate Festungshaft in Darmstadt ein. Er hatte einen offenen Brief an Kaiser Wilhelm I. geschrieben, worin er diesen angriff und ihm vorhielt: „Der Kaiser ist genauso an die allgemeinen Gesetze der sittlichen Ordnung gebunden, wie der Geringste seiner Untertanen.“. Der Brief wurde im herrschenden Kulturkampf in vielen Zeitungen abgedruckt. In einem gegen ihn angestrengten Prozess wurde der Publizist freigesprochen. Die preußische Regierung setzte den hessischen Großherzog derart unter Druck, dass in einem zweiten Verfahren die erwähnte Festungshaft verhängt wurde. Darüber publizierte Wasserburg 1874 das Bändchen: Zwei Monate in der Festung Darmstadt. Erinnerungen und es heißt darin u. a.:

„In dieser Broschüre denke ich meine Leser mit meiner eigenen Persönlichkeit zu unterhalten. Wenn einer plötzlich zu einem bedeutenden Manne gemacht wird, weil er ein Schreiben vom Stapel gelassen, das in einem freien Lande kaum bemerkt worden wäre, weil dort eben jedermann so spräche, während bei uns das halbe Reich in Aufregung und zwanzig Staatsanwälte in Tätigkeit versetzt wurden, so wird es demselben nicht sehr zu verübeln sein, wenn er auch einmal von sich selbst redet.“

Die soziale Ader und sein ausgeprägter und tiefverwurzelter Sinn für Gerechtigkeit bewogen ihn schon bald wieder zur politischen Tätigkeit. 1877 und 1880 wählte man ihn in für die Zentrumspartei in die Mainzer Stadtverordnetenversammlung, wo er auch dem Stadterweiterungsausschuss (→Mainz-Neustadt), dem Juristischen Ausschuss und dem Theaterausschuss (→Stadttheater Mainz) angehörte. Ende 1878 als Kandidat der Zentrumspartei für den Landkreis Offenbach-Land in die Zweite Kammer des Hessischen Landtages gewählt, behielt er diesen Sitz bis 1890. 1893 zog er für den Kreis Bingen-Land erneut in den Landtag ein. Erfolglos bewarb er sich mehrfach um ein Reichstagsmandat.
Philipp Wasserburg war einer der bekanntesten deutschsprachigen katholischen Schriftsteller und Publizisten seiner Zeit. Er starb am 13. April 1897 mit knapp 70 Jahren. Die ehrenden Nachrufe aus dem katholischen Lager waren zahlreich und ausführlich. Bedeutender sind jedoch gerade Wertungen, die von der Gegenseite kamen. Der liberale „Mainzer Anzeiger“ schrieb zu seinem Tode:

„Gewiß Wasserburg vertrat eine ganz andere Weltanschauung als wir, auch politisch stand er uns fern, doch er war ein Volksmann im besten Sinne des Wortes; nur für die Freiheit erglühend und dabei voll Seele für die sozialen Bedürfnisse unserer Zeit. Das alleine erhob ihn über so viele.“

Und am 15. April 1897 heißt es in einem Nachruf der gleichen Zeitung:

„Er sagte wenige Wochen vor seinem Tode: „Wenn ich vor meinen Herrgott treten muß, hoffe ich meine Schuldigkeit auf Erden getan zu haben.“ Der Mann der im buchstäblichen Sinne des Wortes keine Zeit hatte um müde zu sein, hat nicht nur vor seinem Gott, sondern vor allen Menschen seine volle, ganze Schuldigkeit getan. Mainz hat mit Wasserburg einen seiner besten Söhne verloren. Wie nur ein Sohn die Mutter, liebte Wasserburg seine Vaterstadt, glühend, mit leidenschaftlicher Hingabe. Hessen und seine parlamentarische Vertretung darf den Verlust eines der fähigsten und pflichteifrigsten Politiker beklagen, die Zentrumspartei Deutschlands aber mag trauern um einen ihrer tüchtigsten, tätigsten und ehrlichsten Führer und Kämpfer.“

Stanley Zucker konstatierte 1982: „Wenn man die Anregung von Bundespräsident Carstens befolgen will, dass man den politischen Wurzeln der Bundesrepublik Deutschland mehr Aufmerksamkeit schenken sollte, dann müsste für Gestalten wie Philipp Wasserburg ein Platz in der Geschichte gefunden werden.“
Uwe Ohlendorf berichtet, Philipp Wasserburg sei ein „Vertrauter Bischof Kettelers“ gewesen. Er gab 1877 auch eine Biographie Kettelers heraus.
In Mainz-Gonsenheim ist eine Straße nach Philipp Wasserburg benannt. Sein Grab auf dem Mainzer Hauptfriedhof (Feld 12, Reihe 8 Nr. 25 nahe Haupteingang) existiert noch. Sein Bruder Dionis Wasserburg (1813–1885) war als Lithograph in Mainz tätig.

## Schriften (Auswahl)
- Gedichte. Gießen 1850.
- Rosen und Dornen aus dem Leben Papst Pius IX. Kirchheim, Mainz 1868.
- Liberale Phrasen, beleuchtet. Kirchheim, Mainz 1871.
- Ringende Mächte. Ein socialer Roman aus der Gegenwart. Kirchheim, Mainz 1872.
- Silvio, ein Roman aus den Tagen von Mentana. Kirchheim, Mainz 1873.
- Zur rechten Stunde. Eine Erzählung aus dem amerikanischen Pflanzerleben. 1876.
- Wilhelm Emmanuel Freiherr von Ketteler, Bischof von Mainz. Eine kurze Lebensskizze. 2. Auflage. Kirchheim, Mainz 1877.
- Die Rose vom Wetternsee. Historischer Roman. 1880.
- Auf dunklen Pfaden zu lichten Höh'n. Geschichtlicher Roman. 1884.
- Der letzte Häuptling von Killarney. Eine historische Erzählung. 1884.
- Kreuz und Kelle. Roman aus der jüngsten Vergangenheit. Benziger, Einsiedeln 1887.
- Madonna di Tirano. Eine Veltliner Geschichte aus der Reformationszeit. 1888.
- Kreuz und Halbmond. Geschichtlicher Roman. 1889.
- Der letzte König der Gothen. Geschichtlicher Roman. 1891.
- Etwas später! Fortsetzung von Bellamy's Rückblick aus dem Jahre 2000. Kirchheim, Mainz 1891.
- Die Reichthümer der Enterbten. 1892.
- Haus Cardigan. Historische Erzählung. 1893.
- Kaiser oder Papst. Historischer Roman. 1893.
- Sonntagsheiligung – Sonntagsruhe. 1894.
- Der Niedergang der romanischen Völker. 1895.
- Die fünf Wunden Europas. 1895.
- Im blutigen Ringen. Historische Erzählung aus der Mitte des 10. Jahrhunderts. 1897.